# Saccharomycetes
Saccharomycetes G. Witer – klasa workowców (Ascomycota), której typem nomenklatorycznym jest Saccharomyces.

## Charakterystyka
Szeroko rozprzestrzenione grzyby, głównie saprotroficzne. Należy tu około 1000 gatunków nazywanych drożdżami, głównie jednokomórkowych. Zwykle nie tworzą formy strzępkowej, ale czasami tworzą słabo rozwinięte strzępki z poprzecznymi przegrodami, w których jest wiele drobnych otworków. Rozmnażają się wegetatywnie przez pączkowanie i rozpad plechy. Ich charakterystyczną cechą jest także bardzo niewielka zawartość chityny. Ten typowy dla grzybów składnik ściany komórkowej w klasie Saccharomycetes występuje jedynie wokół śladów pączkowania. Rozmnażanie płciowe polega na zlaniu się dwóch komórek wegetatywnych, a powstała zygota przechodzi mejozę i staje się workiem zawierającym od jednego do kilku zarodników. Worki mają różny kształt, czasami ich ściany są asymetrycznie pogrubione (najczęściej na równiku). Powstają pojedynczo lub w łańcuszkach i czasami niewiele różnią się od komórek wegetatywnych. Ich ściany bardzo szybko zanikają.
Saccharomycetes syntetyzują witaminy z grupy B, żyją na podłożach zawierających cukier i powodują ich fermentację, stąd niektóre gatunki znalazły zastosowanie w piekarnictwie, browarnictwie oraz przemyśle spirytusowym. Są również ważnym obiektem modelowym w badaniach genetycznych i biotechnologii.

## Systematyka
Klasę Saccharomycetes utworzył Heinrich Georg Winter w pierwszym tomie drugiej edycji „Rabenhorst's Kryptogamen-Flora” z 1884:

   2. Classe: Saccharomycetes. Einzellige Pilze mit endogener Sporenbildung, ohne eigentliche Hyphen, ohne Sexualakt. Vermehrung durch Sprossung.

Według aktualizowanej klasyfikacji Index Fungorum bazującej na Dictionary of the Fungi do klasy Saccharomycetes należą dwa rzędy oraz rodzaje incertae sedis:
- podklasa Saccharomycetidae Tehler 1988
  - rząd Saccharomycetales Luerss. 1879
  - rząd Saccharomycodaceae E.C. Hansen 1904
  - rząd Incertae sedis
- podklasa: Incertae sedis
  - rodziny Incertae sedis
    - rodzaj: Conidiascus Holterm. 1898
    - rodzaj: Danielozyma Kurtzman & Robnett 2014
    - rodzaj: Eomyces F. Ludw. 1894
    - rodzaj: Oidiomyces Frei 1921
    - rodzaj: Onychomyces M. Ota 1924
    - rodzaj: Oosporidium Stautz 1931
    - rodzaj: Oscarbrefeldia Holterm. 1898
    - rodzaj: Physokermincola Brain 1923
    - rodzaj: Sachsiella Cif. 1955
    - rodzaj: Selenotila Lagerh. 1892
    - rodzaj: Selenozyma Yarrow 1977
    - rodzaj: Zygosaccharomyces Nishiw. 1929[1]